# Dani Mocanu
Daniel Mocanu (n. 3 septembrie 1992, Bradu, România) este un cântăreț de manele.

## Biografie
Daniel Mocanu s-a născut la 3 septembrie 1992 în comuna Bradu din județul Argeș și a urmat cursurile Colegiului Național „Ion C. Brătianu” din Pitești, unde a fost un elev mediocru. A jucat la echipa de juniori a FC Argeș Pitești și la echipa de juniori a FCSB. Mocanu nu și-a continuat cariera în fotbal ulterior, alegând să activeze în domeniul muzical.
Cariera în muzică i-a fost inițial încurajată de către profesoara de muzică Maria Cosmescu de la Colegiul Național „Ion C. Brătianu” din Pitești. Mocanu interpretează muzică din stilul manele, dar cu influențe din genurile rap și trap. Cântă și muzică lăutărească. Multe din versurile melodiilor lui au ca temă încălcarea legii, mersul la închisoare, răzbunarea sau credința în Dumnezeu.
Mocanu și-a anunțat retragerea din activitate începând cu 7 ianuarie 2021, ultima-i piesă fiind publicată cu câteva zile înainte. După 7 luni a revenit în muzică cu o nouă piesă.

## Controverse
Daniel Mocanu a fost implicat într-un șir de controverse din cauza asocierii sale deschise cu personalități din lumea interlopă românească.

### Proxenetism
În data de 26 septembrie 2017, Mocanu a fost arestat și pus sub acuzație în cadrul unei acțiuni organizate de DIICOT Dâmbovița. A fost acuzat de către procurorii DIICOT de conducerea unui grup infracțional organizat, specializat în proxenetism, spălare de bani și trafic de persoane. Mocanu, împreună cu alți 11 indivizi, este acuzat că a trimis un număr de fete tinere să se prostitueze în Marea Britanie și Irlanda. În noiembrie 2017, averea acestuia a fost pusă sub sechestru de către procurorii DIICOT. Ca reacție la arestare și punerea sub acuzare, Mocanu a precizat că „nu e interlop sau infractor, ci doar cântă despre fapte inspirate din popor”, asta „fiindcă libertatea o iubește și nici prin cap nu-i trecea să se facă pește”. Procesul în care este judecat Mocanu a fost soluționat în primă instanță în ianuarie 2025, când a fost condamnat la 6 ani și 5 luni de închisoare după ce a fost găsit vinovat de proxenetism și spălare de bani.

### Incitare la violență asupra femeilor
La 15 ianuarie 2020, Mocanu a fost trimis în judecată pentru săvârșirea infracțiunii de incitare la ură sau discriminare. A fost reclamat la Consiliul Național pentru Combaterea Discriminării după ce a încărcat pe platforma YouTube videoclipul piesei Curwa, prin care încuraja la violență împotriva femeilor. Plângerea a avut ca bază referirea la femeie ca obiect în versurile piesei, comparația femeilor cu câini și ținerea unei femei în lanțuri în videoclip. În reclamația către Consiliul Național pentru Combaterea Discriminării, piesa este descrisă ca reprezentând „discriminare pe criteriul sex și instigare la violență și are ca efect crearea unei atmosfere de intimidare, ostile, degradante, umilitoare și ofensatoare la adresa femeilor, cu atât mai mult cu cât mesajele transmise prin versurile și videoclipul melodiei „Curwa“ sunt din partea unui artist cunoscut publicului larg, care legitimează astfel și încurajează atitudinile misogine“.

### Cruzime față de animale
În data de 22 noiembrie 2020, pe numele lui Daniel Mocanu a fost deschis un dosar penal după ce a publicat un videoclip în care apărea alături de un leu vizibil rănit și subnutrit.

### Tentativă de omor
În august 2022, în urma unui scandal într-o benzinărie din Pitești, Dani Mocanu și fratele lui, Ionuț Nando, au fost trimiși în judecată de procurorii Parchetului de pe lângă Tribunalul Argeș, sub acuzația de tentativă de omor și tulburarea ordinii și liniștii publice. Dani Mocanu se apără susținând că implicarea lui în conflict era cu scopul de a-l aplana. Pe parcursul cercetărilor, Dani Mocanu a fost în arest la domiciliu vreme de un an, după care măsura restrictivă a fost înlocuită în octombrie 2023 cu cea a controlului judiciar.

## Discografie
- Nu dau înapoi (Big Man, 2016)[18]
- Acuzat (Big Man, 2018)[18]
- Acuzați-mă De Hituri (Big Man, 2019)[18]
- Acuzat (Dani Mocanu, 2017)
- Artileria (Dani Mocanu, 2020)

## Premii
- YouTube Gold Creator Award[19]

## Legatură externă
- Cum explică instanța condamnarea la 6 ani și 5 luni de închisoare a lui Dani Mocanu: a racolat tinere prin metoda loverboy și le-a obligat să se prostitueze, profitând de statutul său de vedetă